# Dromogomphus spinosus
Dromogomphus spinosus – gatunek ważki z rodziny gadziogłówkowatych (Gomphidae). Występuje na terenie Ameryki Północnej.